# Cupid's Column
Cupid's Column è un cortometraggio muto del 1915 diretto da Sidney Drew.

## Produzione
Il film fu prodotto dalla Vitagraph Company of America.

## Distribuzione
Distribuito dalla General Film Company, il film - un cortometraggio in una bobina - uscì nelle sale cinematografiche statunitensi il 12 marzo 1915. Ne venne fatta una riedizione che fu distribuita il 1º luglio 1918.